# وليد دقة
وليد نمر أسعد دقّة (18 يوليو 1961 - 7 أبريل 2024)، أسير فلسطيني من باقة الغربيّة في فلسطين المحتلّة 1948. أُسر منذ عام 1986 وحكم عليه بالإعدام في البداية، ولاحقًا خفف الحكم بالسجن 37 عامًا بالإضافة لسنتين إضافيتين بزعم ضلوعه في قضية إدخال هواتف نقالة للأسرى. يعدّ من أبرز مفكريّ الحركة الأسيرة فقد كتب العديد من المقالات والكتب منها يوميات المقاومة في جنين، الزمن الموازي، صهر الوعي وحكاية سرّ الزيت، رواية لليافعين وحكاية سر السيف في عام 2021، حكاية سر الزيت حصدت جائزة اتصالات الإمارتية لأدب اليافعين.

## حياته
ولد وليد نمر دقّة عام 1961 في مدينة باقة الغربية في الداخل المحتلّ. شكَّل خلية عسكرية مُقاوِمَة، وتلقى تدريبات في إحدى معسكرات في سوريا، وكان ضمن جهاز عسكري سري يعمل في الداخل المحتل مع إبراهيم الراعي؛ عمل الجهاز لمدة عامين قبل أن تكتشفه المخابرات وتتهم دقة ورفاقه إبراهيم ورشدي أبو مخ وإبراهيم بيادسة بقتل الجندي موشي تمَّام عام 1984م وفي تاريخ 25 آذار/ مارس من العام 1986، حكم عليه بالمؤبد وأدين بالانتماء لخلية خطفت وقتلت جندي إسرائيلي عام 1984. ويعدّ وليد دقّة واحدًا من الأسرى الذي مضى على أسرهم أكثر من 35 عامًا. كتب وليد دقة في رسالة لعزمي بشارة بعد عشرين عامًا على أسره عن سبب نضاله وعن تأثير مجزرة صبرا وشاتيلا على وعيه.
«أنا لستُ مناضلاً أو سياسيًا مع سبق الإصر ار والترصد، بل أنا ببساطة كنت من الممكن أن أكمل حياتي كدهان أو عامل محطة وقود كما فعلت حتى لحظة اعتقالي.. وكان من الممكن أن أتزوج زواجًا مبكرًا من إحدى قريباتي كما يفعل الكثيرون، وأن تنجب لي سبعة أو عشرة أطفال، وأن أشتري سيارة شحن وأن أفهم بتجارة السيارات وأسعار العملات الصعبة.. كل هذا كان ممكنًا، إلى أن شاهدت ما شاهدت من فظائع حرب لبنان وما أعقبها من مذابح- صبرا وشاتيلا.. خلقت في نفسي ذهولاً وصدمة.»
أثناء أسره تمكّن دقّة من مواصلة تعليمه الأكاديمي في المعتقل حتّى حصل على درجة الماجستير في العلوم السياسية، وقاد دقّة الكثير من المعارك النضالية داخل السجن، واختار الانضمام لصفوف حزب التجمّع الوطني الديمقراطي. ويذكر عنه رفاقه في السجون نشاطه المستمر والدائم، إذ كان يواصل العمل على مهامه اليومية، بالإضافة إلى كتابة التماسات للأسرى في المحاكم، ومتابعة قضاياهم اليومية والشخصية.
اقترن الأسير وليد دقّة بالناشطة السياسية سناء أحمد سلامة في عام 1999، واعتبر زواجهما سابقة في تاريخ الحركة الأسيرة، فقد كان داخل السجن، وأجبر الأسرى الاحتلال على السماح لهم بالتقاط الصور والفيديو وتشغيل الموسيقى كأي حفل زفاف عادي وحضور أهل وليد دقّة ومعانقته للمرة الأولى والأخيرة وبحضور تسعة من الأسرى. بعد انتظار دام 21 عاما رزق الأسير بابنته ميلاد التي جاءت إلى العالم في 3 فبراير/ شباط عام 2020 بعد حمل زوجته عن طريق نطفة محرّرة، وذلك بسبب الإجراءات العقابية التعسفية، التي منعت الزوج من الاتصال المباشر وبقرار قضائي منع الزوج من الإنجاب الطبيعي. يعدّ وليد واحدًا من بين 27 أسيرًا فلسطينيًا تم اعتقالهم قبل أوسلو، بينهم 12 أسيرًا من الداخل الفلسطيني وهم: كريم يونس، وماهر يونس، وإبراهيم أبو مخ، ورشدي أبو مخ، ووليد دقة، وإبراهيم بيادسة، وأحمد أبو جابر، وبشير الخطيب، وإبراهيم اغبارية، ومحمد سعيد اغبارية، ويحيى إغبارية، ومحمد جبارين. ومن بين هؤلاء من نال حريته

### الوضع الصحي
عانى دقّة من مشاكل صحية عدة، منها أمراض تنفسية والتهاب بالرئة اليمنى وفي كانون الأول/ ديسمبر 2022 شُخّص بسرطان نادر في النخاع العظمي يكون علاجه دوائيًا وليس كيماويًا.
في يناير 2023، وعقب طلب جمعية أطباء لحقوق الإنسان، سُمح للطبيب المختص بأمراض الدم موشيه جات بتقييم حالة دقة الصحية، وقد أسفر هذا الإجراء عن إيجاد عوامل شتى تعرّض حياة دقة للخطر، كارتفاع ضغط الدم وفقر الدم الناجم عن تناول دقة دواء وقائيًا للعلاج الكيماوي، وقد أوصى الطبيب بضرورة تلقي دقة العلاج الملائم، إذ بدون تلقي العلاج من غير المتوقع أن ينجو دقة لأكثر من سنة ونصف. يشمل العلاج المطلوب عملية زراعة نخاع العظم ونقل المريض إلى بيئة معقمة ونظيفة لتقليل احتمال إصابته بالعدوى قدر الإمكان.
رغم هذه التوصيات، أُلزم دقة بالبقاء في السجن حيث تدهور وضعه الصحي، ففي فبراير 2023 أُصيب دقة بجلطة في رجله اليسرى سببت له ألمًا حادًا، وبعدها بنزيف ملحوظ في لسانه، كما وفقد من وزنه زهاء 10 كغم خلال شهر ونصف فقط، ولاحقًا بدأ يعاني من التهاب رئوي حاد. بيد أن تدهور حالة وليد الصحية لم تحُل دون مماطلة إدارة سجن عسقلان وتجاهلها لوضعه، فاستمرت معاناته حتى زيارة محامية له، إذ رأت الأخيرة أعراضه وأدركت ضرورة نقله للمستشفى، وبعد الضغط على إدارة السجن سُمح بنقل دقة لمستشفى "برزيلاي"، حيث خضع لعملية استئصال لجزء كبير من رئته اليمنى وبقي في المستشفى لمدة 37 يومًا، بعدها نُقل مجددًا إلى عيادة سجن الرملة. يجدر بالذكر أن دقة ما فتئ يعاني من صعوبات في التنفس، والتهابات في موقع عملية الاستئصال، وفقدان الوزن، وصعوبة النطق وصعوبة الوقوف على قدميه.
لا شك أن مصلحة السجون الإسرائيلية ساهمت بتدهور وضعه الصحية وبمعاناته الجسدية والنفسية، فهي لم تتابع إجراء فحوصات الدم الدورية له التي وُصفت له مبكرًا في 2018، وماطلت طيلة شهور بنقله للمستشفى وإبقائه في بيئة نظيفة بما يتلاءم مع متطلبات علاجه، كما وثنته عن إجراء عملية زراعة نخاع العظم في الوقت المطلوب.

## استشهاده

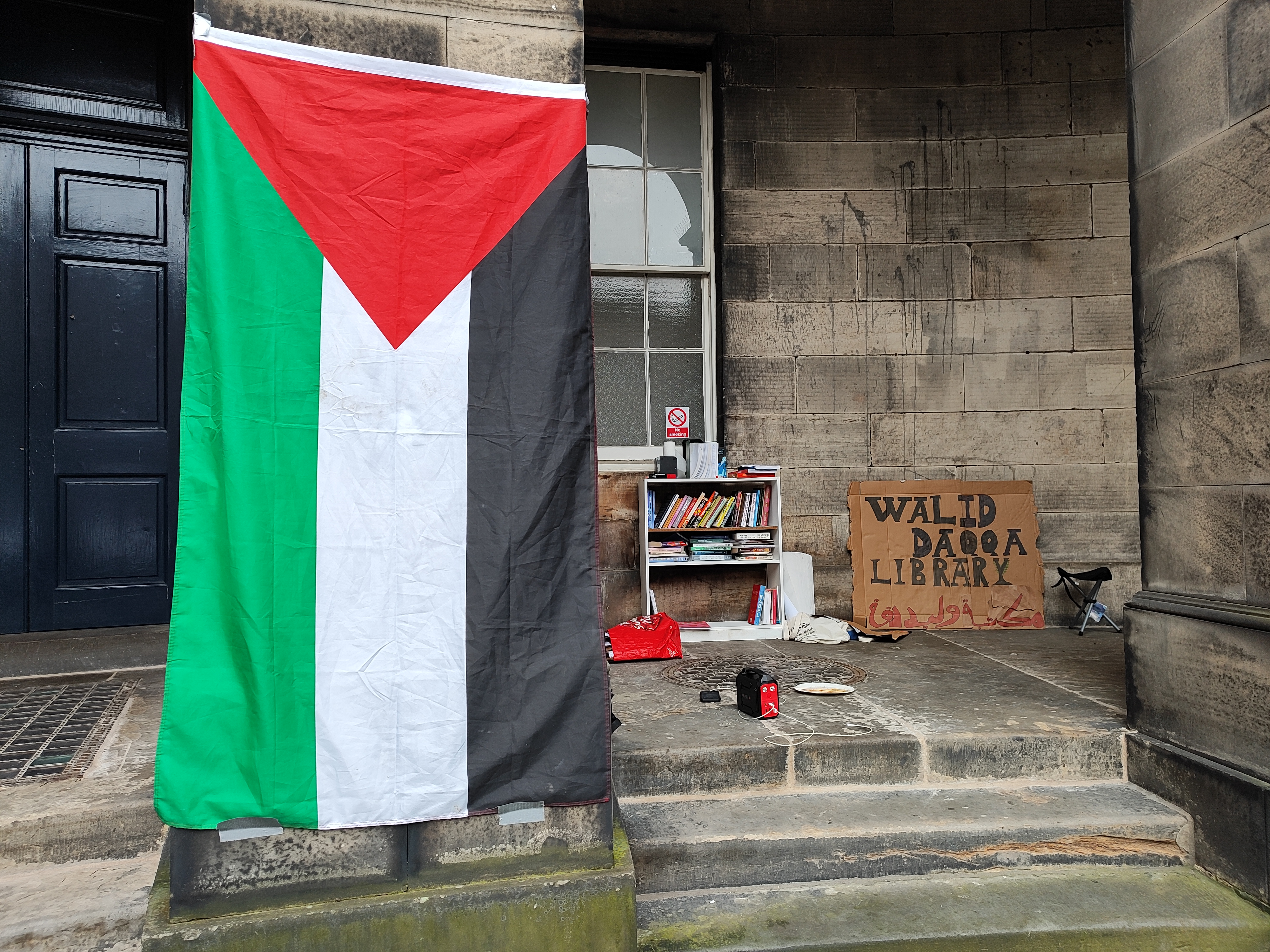
مكتبة تذكارية باسم وليد دقة في جامعة إدنبرة، 2024

أعلنت هيئة شؤون الأسرى والمحررين مساء الأحد الموافق 28 رمضان 1445هـ -7 أبريل/ نيسان 2024 م عن استشهاد وليد دقة عن عمر ناهز الثانية والستين داخل مستشفى "آساف هروفيه" الإسرائيلي إثر تدهور حالته الصحية، وذلك بعد يوم واحد من مطالبة منظمة العفو الدولية بإطلاق سراحه، كونه مصابًا بسرطان النخاع الشوكي وفي 9 أبريل 2024 طالبت منظمة العفو الدولية إسرائيل بتسليم جثمان ليد دقة إلى عائلته، حتى يتمكنوا من دفنه في أجواء سلمية والسماح لهم برثائه دون خوف.
في تاريخ 30 سبتمبر 2024، رفضت محكمة الاحتلال الإفراج عن جثمان الشهيد الأسير وليد دقة، حيث قرر المجلس الوزاري الأمني المصغر الاحتفاظ بجثته لاستخدامها كورقة ضغط في المفاوضات مع حماس من أجل إعادة الرهائن لدى الحركة الذين تم أسرهم في يوم 7 أكتوبر 2023، في عملية طوفان الأقصى .
وحول احتجاز الجثمان، قالت زوجته سناء سلامة: "الآن، استنفذنا كل المسار القضائي، إذ وصلنا إلى أعلى هيئة قضائية ورفضنا، وأجيز احتجاز جثمانه، بدعوى أنه أسير له ثقل كبير، وممكن أن يحصلوا مقابله على الكثير من الرهائن، وهذا ملخص المادة السرية التي قدمت للمحكمة"، مضيفةً: "الموضوع عالق هنا، ولكن في حديث مع المحامية مؤخرًا، قالت إن الحاكم العسكري من الممكن أن يعطي أمرًا في الدفن وهذا أمر صعقني، كيف سيذهب وليد إلى مقبرة الأرقام.. حكمه انتهى وله أهل. والمحامية أشارت إلى أن هذا الأمر ممكن، واحتمالات الوقوف ضده ضئيلة، وكلما أفكر بأن وليد من الممكن أن يكون في مقبرة الأرقام، أصعق".

## مؤلفاته
كتب وليد دقّة رسائل كثيرة من داخل أسره، أشهرها الرسالة التي كتبها لعزمي بشارة، التي استوحت منها مسرحية الزمن الموازي عملًا دراميًا يصفّ واقع حياة الأسرى، ويعرض قصّة دقة وزوجته سناء.
وكتب في الأسر كتابه صهر الوعي، الذي يرصد أساليب الاحتلال المتطوّرة ضدّ الأسرى ولمحاربة وعيهم، والعديد من المقالات والسياسية والفكريّة.
كتب وليد رواية في أدب اليافعين، حكاية سرّ الزيت، الصادرة عن مؤسسة تامر للتعليم المجتمعي عام 2018 وفازت هذه الرواية من ذات العام بجائزة الاتصالات عن أدب اليافعين العالم العربي، المقدّمة من دولة الإمارات العربية المتحدة. كما وكتب روايته الثانية في أدب اليافعين سر السيف عام 2022.